# Pierre Houin
Pierre Houin (ur. 15 kwietnia 1994) – francuski wioślarz. Złoty medalista olimpijski z Rio de Janeiro.
Zawody w 2016 były jego pierwszymi igrzyskami olimpijskimi. Wspólnie z Jérémiem Azou zwyciężył w dwójce podwójnej wagi lekkiej. W 2015 zdobył złoto mistrzostw świata w czwórce podwójnej wagi lekkiej, w tym samym roku został mistrzem Europy w jedynce wagi lekkiej.